# Aristide Buhoiu
Aristide Buhoiu (n. 4 aprilie 1938 Lugoj – d. 17 septembrie 2006) a fost un ziarist, realizator de televiziune și scriitor român. A devenit cunoscut publicului larg prin realizarea ciclului de reportaje Drumuri europene, difuzat de postul național de televiziune TVR între 1976 și 1983. A emigrat în 1984 în SUA. Fiica, Luana, a lucrat pentru celebrul regizor Steven Spielberg, la fundația lui din Hollywood. Fiul, Aristide, editează în SUA ziarul Universul, care apare de 20 ani. Ginerele, Thomas Scherzberg, este director în cadrul concernului Bertelsmann, una din cele mai mari companii de media din lume.
A fost absolvent al facultății de filologie a Universității Babeș-Bolyai din Cluj, promoția 1962.
Aristide Buhoiu a murit la vârsta de 68 de ani. Suferea de cancer cu multiple metastaze. Trupul neînsuflețit i-a fost depus la biserica din Piața Amzei, iar înmormântarea a avut loc la cimitirul Bellu din București. Fusese internat, în ultimele cinci zile, în stare gravă la Spitalul Agrippa Ionescu din București și era menținut în viață doar cu ajutorul aparatelor.

## Activitate profesională
- 1957-1958 reporter la Radio Timișoara.
- 1958-1965 redactor la Radio Cluj și crainic sportiv la Radio București.
- 1958-1984 realizator la Televiziunea Română, adus în capitală de Tudor Vornicu și Octavian Paler.
- 1965-1978 redactor al emisiunilor „Duminica sportivă”, „Studioul A”, „Zig-zag”, „360 de grade”, „Post-meridian”, „Trubaduri de altădată”, „Tele-sport”, comentator sportiv, etc.
- 1976-1983 ciclul „Drumuri europene”, cu cea mai mare audiență la TVR. Episoadele au fost realizate în calitate de redactor, operator, sunetist etc., pe buget propriu, fără niciun fel de participare materială a TVR-ului.
- 1985-2002 editor al publicației săptămânale „Universul” din SUA, ziar care a primit, printre altele, articole sau mesaje de la Eugen Ionescu, Virgil Gheorghiu, Ronald Reagan și Bill Clinton, precum și de la numeroși oameni politici, (președinți, premieri, miniștri, șefi de partide) din România și din străinătate. Din redacția sa, în 1989, au făcut transmisii directe posturile de televiziune CNN, ABC, NBC și altele. Din aceeași redacție au fost radiodifuzate prin Vocea Americii și Europa Liberă interviuri istorice, de exemplu cel dat de Gheorghe Apostol[1] și alte materiale.
- 1987-1989 realizator al emisiunilor radiofonice pe unde medii „Radio Universul”.
- 1994-1997 realizator al emisiunilor TV prin cablu „Tele Romania USA”, transmise la New York, Hollywood, Anaheim, Glendale, Sacramento, Los Angeles.
- 1995-1998 realizator al emisiunii săptămânale „Drumuri printre amintiri”, „Cutia Pandorei”, la Tele 7 ABC.
- 1997-1998 director general la TV Super Nova.
- 1998-2000 director general la Tele 7 ABC. Realizator al emisiunilor săptămânale Studioul „Tudor Vornicu”, „Cutia Pandorei” și „Drumuri printre amintiri”. Director general la cotidianul Cronica română.

## Activitatea de presă
- angajat la Evenimentul zilei, între 1993-1996.
- corespondențe ocazionale la Cronica Română, apoi editoriale.
- articole de fond la Jurnalul de Transilvania (campania 2000).
- articole de fond, săptămânal, la Universul, din 1985 și până în 2002.
- de doi ani, rubrica „Cutia Pandorei” din Național, în fiecare vineri.
- transmisii speciale:

a) în septembrie 2001, de la atacul terorist din New York și Washington, pentru „Observatorul” Antenei 1, 10 transmisii directe;
b) martie 2002, relatări de la premiile Oscar, pentru Antena 1 și OTV.

## Premii TV
- Marele Premiu ACIN pentru „Drumuri europene”;
- Premiul APTR pentru „Drumuri americane”;
- Premiul „Tatomir” al Uniunii Juriștilor din România;
- Premiul „Pamfil Șeicaru” pentru publicistica TV.

## Lucrări publicate
- „Italia în câteva cuvinte”,
- „Petschowski”,
- „Slalom pe meridiane”,
- „Tunisia”, (în România), ediție princeps

## Activitate editorială
- „Poesii” de Eminescu,
- Almanahurile „Universul”, în SUA.
- tipărirea în serial, tot în America, în Universul, romanele „Ora 25” de Virgil Gheorghiu, „Velerim și Veler Doamne” de Victor Ion Popa, „Maitreyi” de Mircea Eliade.
- tipărirea în California a primei ediții Maiorescu a operei lui Mihai Eminescu.

## Academia de Radio și Televiziune
Președintele fundației nonprofit, care își desfășoară activitatea în București, pregătind redactori, reporteri și prezentatori de TV. Au fost inițiați peste trei sute de tineri, mulți devenind vedete la diverse televiziuni din România.

## Performanțe în carieră
- Decorat de președintele Ion Iliescu cu Ordinul „Meritul cultural” în grad de ofițer, în anul 2004.
- Interviuri cu diverse VIP-uri: Ronald Reagan, Ion Iliescu, Bill Clinton, Adrian Năstase, Virgil Gheorghiu, Petre Ștefănescu-Goangă, Ștefan Odobleja, Henri Coandă, Anghel Rugină, Nadia Comăneci, Ilie Năstase, Amita Bhose  ș.a.
- Serialul „Drumuri europene” (programe dedicate artei și culturii românești), unul dintre cele mai populare din istoria Televiziunii Române.

## Concluzie
- 1) Autor a șase cărți de cultură și literatură.
- 2) A tipărit în SUA ediția princeps „Poezii” de Eminescu.
- 3) Cinci premii naționale pentru televiziune.
- 4) Contribuție la promovarea imaginii României în lume: emisiuni de radio și TV în SUA, contacte cu Ronald Reagan, Bill Clinton și alți oameni politici străini, oameni de artă.
- 5) Editarea timp de aproape 20 de ani, în America, a ziarului Universul. Periodicul apare și astăzi.
- 6) Timp de șapte ani conducerea Academiei de Radio și Televiziune din București.
- 7) Președinte al Ununii pentru Societatea Civilă.
- 8) Editoriale și cronica TV, săptămânal, de trei ani, în ziarul „Național”.
- 9) O performanță TV: relatările directe, în septembrie 2001, pentru postul TV Antena 1, de la New York și Washington.

### Video
- Binecunoscuta coloană sonoră a emisiunii Drumuri europene provenea de pe albumul muzical: Jeff Wayneʼs War of the Worlds (Vezi pe Youtube).
- Scurtă secvență video din emisiunea „Drumuri americane”